# Ithaca 37
Ітака 37 — помпова рушниця, поширена серед правоохоронців, військових, та цивільних користувачів. Отвір приймача набоїв та викидача гільз знаходиться в нижній частині ствольної коробки, а не з боку, як зазвичай у помпових рушниць. Тому бічна поверхня ствольної коробки рівна, без виступів чи отворів. Оскільки заряджання набоїв та викидання відстріляних гільз відбувається через вікно знизу, зброя однаково зручна як для правші, так і для шульги. Така амбідекстерність (білатеральність) сприяла поширеності рушниці серед шульг.

## Історія
Конструкція Ітака 37 заснована на патенті 1915 року розробника вогнепальної зброї Джона Браунінга, за яким спершу виготовляли Remington Model 17. 17-та модель була створена для набоїв 20-го калібру, а згодом була перероблена в популярну Remington Model 31 з бічним викиданням гільзи. 31-ша модель була витіснена дешевшою у виробництві рушницею Remington 870, виробництво якої триває і донині.
Після Першої світової війни, Ithaca Gun Company шукала для свого виробництва прийнятну модель помпової рушниці як конкурента Winchester Model 1912. Компанія вирішила дочекатись поки сплине термін дії патенту на Remington Model 17. Коли компанія вже була готова розпочати виробництво Ітака 33, виявилось, що існує іще один патент, який належав Джону Педерсену, термін дії якого спливав у 1937 році; разом з початком виробництва був змінений і номер моделі з 33 на 37.
Час для початку виробництва нової спортивної зброї був не найкращій, адже досі тривала економічна депресія. Тоді багатьом виробникам спортивної зброї довелось згорнути виробництво. Протягом Другої світової війни Ітака виготовила невелику кількість рушниць для військових, та пістолети Кольт M1911 і пістолет-кулемет М3.
По завершенню Другої світової війни Ітака поновила виробництво 37-ї моделі. Ітака 37 разом з численними модифікаціями та варіантами належить до числа помпових рушниць з найдовшою тривалістю виробництва, та перевершує навіть Winchester Model 12, яка власне і надихнула Ітака розпочати виробництво помпових рушниць. За час існування, компанія Ітака зазнавала багатьох невдач. Навіть був час, коли 37-ма модель була перейменована на 87-у, але згодом була повернута стара назва. Виробництво було призупинене в 2005 році, коли Ітака знову перейшла до нового власника. Однак виробництво було поновлене в Огайо.

## Оператори
Окрім американських військових другим найбільшим користувачем є Департамент поліції Лос-Анджелеса. Поряд з Департаментом шерифа округу Лос-Анджелес, рушницею користуються й інші силові відомства Сполучених Штатів. Ітака 37 була популярною і серед цивільного населення як засіб для самозахисту і рушниця для спортивної стрільби. Але через підвищення ціни на нові рушниці та через конкуренцію з Mossberg 500 і Remington 870, Ітака 37 продовжує втрачати долю на ринку. Втраті ринку сприяла і поява дешевших копій рушниці китайського виробництва. Крім того, тиск на виробника чинить і наявність на ринку вживаних рушниць.

## Конструкція

Зовнішній вигляд рушниці, вікно приймача-викидача видно в нижній частині ствольної кробоки.

Як і у решти помпових рушниць, для заряджання Ітака 37 набої вставляють у вікно приймача та проштовхують в магазин. В більшості варіантів рушниці можливе ведення вогню при натисненому гачку простим пересмикуванням цівки, так зване англ. «slamfire». В іншому, Ітака 37 працює так само, як і решта помпових рушниць.

## Варіанти
Існує безліч варіантів рушниці. Серед поширених варіантів можна назвати:
- з префіксом S: виготовлені за контрактом американських військових 1962 року. Ці рушниці мають префікс серійного номера S та номери починаючи з 1000 до 23000, також на ствольній коробці викарбувано «U.S.» та літера «P» на стволі та ствольній коробці. Сталеві частини воронені, а ствол 51 см (20 дюймів) завдовжки, рушниця не має антабок. За пізнішими контрактами було виготовлено дещо меншу кількість рушниць, вже з антабками, з серійними номерами в діапазоні 900 000. На деякі рушниці було встановлене дульне гальмо «duckbill spreader» для підрозділів Морських котиків. На деяких був встановлений вентильований кожух та кріплення під багнет. Багнети виготовляли General Cutlery Inc, та Canada Arsenal Ltd.[1]
- Ultralite: ствольна коробка виготовлена зі сплаву алюмінію.
- Deerslayer (звіробій): коротший ствол та гвинтівковий приціл.
- DSPS англ. Deerslayer Police Special, поліцейський звіробій: варіант для військових та поліцейських.
- Stakeout: коротший варіант зі стволом 33 см завдовжки, пістолетною рукояткою, став відомим завдяки появі у фільмах «Поліція Маямі» та «Чужі». Також з'являлась у відеоіграх Call of Duty: Black Ops.
- 28 Gauge: рушниця під набої 28 калібру.[2]
- Defense: доступна модель 12-го калібру для самозахисту. Має варіант зі стволом 18.5 дюйма завдовжки з магазином на 5 набоїв, або 20-дюймовим стволом з магазином на 8 набоїв.

### Аргентинські варіанти
Аргентинська фірма Industrias Marcati виготовляла Ітака 37 за ліцензією під торговельною маркою Bataan Modelo 71.

### Варіанти Браунінг
Browning Arms також випускала власний варіант під назвою BPS (Browning Pump Shotgun) в 1977 році. Спочатку Браунінг випускав рушниці лише в 12-му калібрі, але зараз представлені і 10, 16, 20, 28 і .410 калібри.